# 王橋路車站 (IND匯集線)
王橋路車站（英語：Kingsbridge Road station）是紐約地鐵IND匯集線一個快車地鐵站，設有D線（任何時候停站）和B線（僅繁忙時段停站）列車服務。

## 車站結構
| G         | 街道層                | 出入口                                                                                             |
| B1        | 上夾層 196街入口      | 閘機 （註：上夾層出入口不可無障礙通行）                                                            |
| B2 月台層 | 北行                  | 尖峰時段往貝德福德公園林蔭路（總站） · 離峰時段往諾伍德-205街（貝德福德公園林蔭路）                |
| B2 月台層 | 島式月台，左/右側開門 | |
| B2 月台層 | 尖峰特快              | 黃昏尖峰時段往諾伍德-205街（貝德福德公園林蔭路） · 早上尖峰時段往康尼島-斯提威爾大道（福德漢姆路） |
| B2 月台層 | 島式月台，左/右側開門 | |
| B2 月台層 | 南行                  | 尖峰時段往布萊頓海灘（福德漢姆路） · 離峰時段往康尼島-斯提威爾大道（福德漢姆路）                   |
| B3        | 下夾層 王橋路入口     | 閘機、車站詢問處、往王橋路下通道 升降機位於大廣場及王橋路東北角                                    |

此站設有兩個島式月台和三條軌道

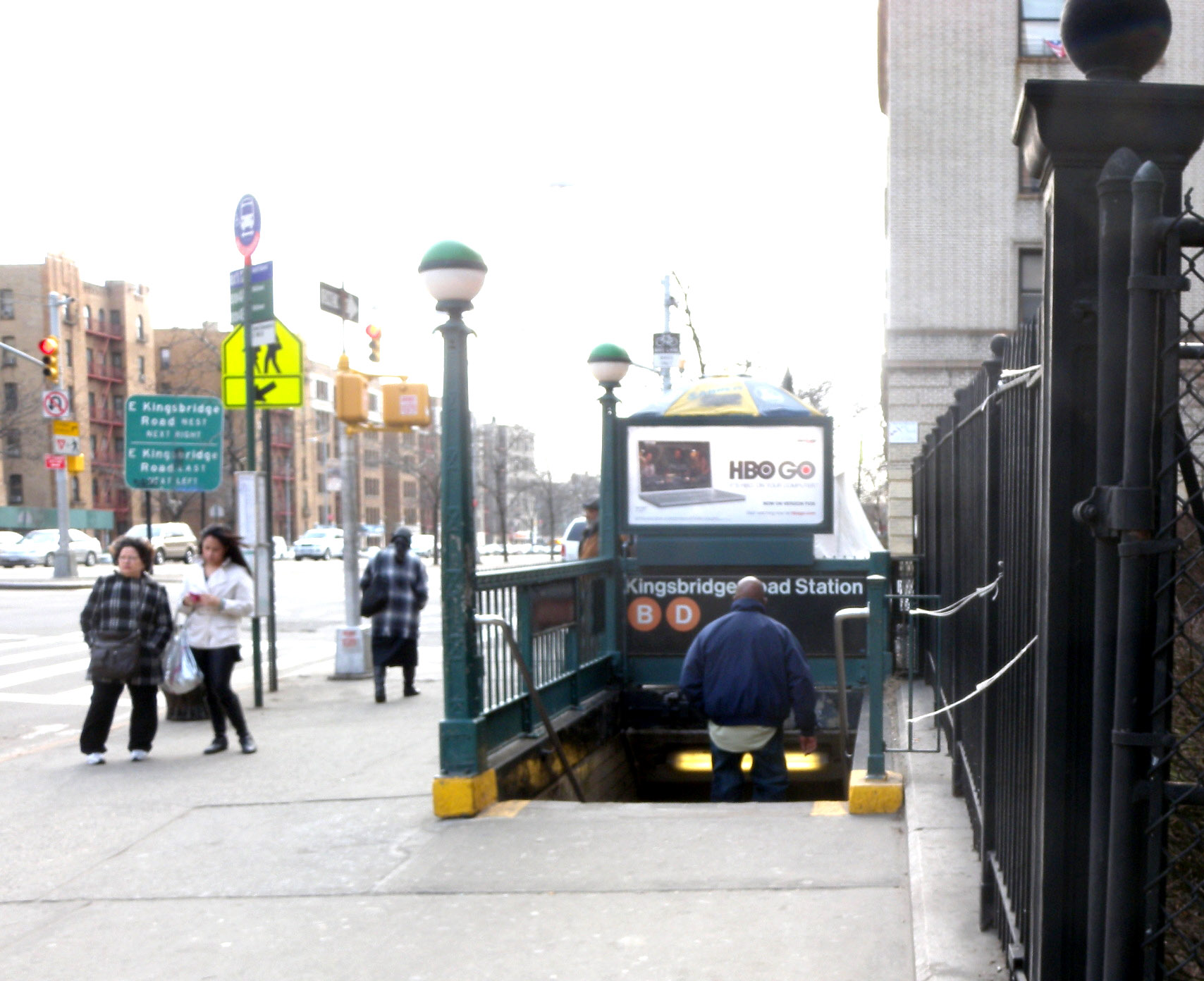
車站入口

車站曾經翻新以符合美國殘疾人法案標準，在王橋路夾層設有兩部升降機分別前往月台以及匯集路和王橋路東北角。升降機在2014年12月啟用。

## 外部連結
- MTA — Kingsbridge Road Station Plan
- nycsubway.org—IND Concourse Line: Kingsbridge Road
- Station Reporter — B Train
- Station Reporter — D Train
- The Subway Nut — Kingsbridge Road Pictures （页面存档备份，存于）
- Kingsbridge Road underpass entrance from Google Maps Street View
- Kingsbridge Road entrance from Google Maps Street View
- 196th Street entrance from Google Maps Street View
- Platforms from Google Maps Street View